# دوار رأس القبور (عين باردة)
دوار رأس القبور هو دُوَّار يقع بجماعة البيبان، إقليم تاونات، جهة فاس مكناس في المملكة المغربية. ينتمي الدوّار لمشيخة عين باردة التي تضم 9 دواوير. يقدر عدد سكانه بـ 258 نسمة حسب الإحصاء الرسمي للسكان والسكنى لسنة 2004.

## روابط خارجية
- البوابة الوطنية للجماعات الترابية نسخة محفوظة 12 مارس 2018 على موقع واي باك مشين.
- المندوبية السامية للتخطيط